# Cattleya schunkiana
Cattleya schunkiana är en orkidéart som beskrevs av Marcos Antonio Campacci. Cattleya schunkiana ingår i släktet Cattleya och familjen orkidéer. Inga underarter finns listade i Catalogue of Life.